# Picotine (série télévisée)
Pour les articles homonymes, voir Picotine.
Picotine est une série télévisée jeunesse québécoise en 73 épisodes de 25 minutes diffusée du 8 septembre 1972 au 28 mai 1975 à la Télévision de Radio-Canada.

## Synopsis
Picotine, c'est le nom d'une petite fille qui vit dans un univers plein de soleil et d'émerveillement. On s'est vite aperçu, en regardant quelques séquences de l'émission, que Picotine ne reste jamais à I'extérieur des situations; elle y est engagée tout entière, et les enfants de 5 à 14 ans, à qui cette émission s'adresse, vivront les aventures de Picotine et de ses amis et éprouveront les mêmes émotions qu'eux.
Petite fille douce, romantique et curieuse, Picotine sait aussi être espiègle et un peu mesquine, comme d'ailleurs tous les enfants. Quand elle rit, le soleil éclate. Quand elle est triste, les oiseaux ne chantent plus, le chien Poil de Puch (Poildepluch) et I'ours Raminat Grogros marchent sur la pointe des pattes, ses amis Fantoche et Jujube, le soldat de plomb Sanserre Velle, n'ont plus le goût de rire. Mais les chagrins de Picotine ne durent jamais bien longtemps et toute la bande reprend le rêve interrompu. »
Source: Ici Radio-Canada – Horaire des chaînes françaises de radio et de télévision de Radio-Canada, Semaine du 8 au 14 juillet 1972 (reportage concernant la série qui débute à l'automne 1972.). Les articles et renseignements publiés dans Ici Radio-Canada télévision peuvent être reproduits librement.

## Distribution
- Linda Wilscam : Picotine
- Michel Dumont : Fantoche
- Jean-Pierre Chartrand : Farfelu
- Louisette Dussault : Jujube
- Luc Durand : Monsieur Simon
- Alain Lussier : Sanserre Velle (le nom est écrit Sancervelle, selon les sources.)
- François Tassé : Naimport Tequoi
- Huguette Uguay : Madame Jean Tilledam
- Lionel Villeneuve : Raminat Grosgros
- Guy L'Écuyer : Voix de Poildepluch
- Guy Beauregard : Manipulateur de Poildepluch
- Gaétan Gladu : Manipulateur de Poildepluch, Tom Tac et l'écureuil

## Fiche technique
- Scénarisation : Michel Dumont et Linda Wilscam
- Réalisation : Maurice Falardeau et Michel Greco
- Musique : Herbert Ruff
- Société de production : Société Radio-Canada

### Équipe technique
- Michèle Charbonneau : script
- Francine Boizart : costumes
- Marie Des Rosiers : script
- Guy Gaucher : graphiques
- Jean Guay : direction technique
- Roger Larose : direction technique
- Henri Paré : assistant
- Claude Pierre-Humbert : maquillage
- Hubert Poirier : décors
- Danielle Ross : bricolages

## Épisodes
Début de la série le vendredi 8 septembre 1972, à 16:30. Aucun titre ou synopsis est indiqué.
Liste des épisodes:
1. « Picotine et le Prince des Vents ». Le prince des vents en a assez de souffler d'est en ouest, du nord au sud, 365 jours par année. Sans compter les commandes spéciales pour une petite brise, une rafale ou un typhon. Puis les clients qui se plaignent des ouragans trop violents ou du vent qui tombe. Quelle vie! Avec : Linda Wilscam : Picotine; Michel Dumont : Fantoche; Guy L'Écuyer : Voix de Poildepluch; Marcel Sabourin : Le prince des vents et Yvon Bouchard : Voix de Monsieur Gaston. Texte : Linda Wilscam et Michel Dumont. Manipulateurs : Guy Beauregard et Gilbert Dubé. Musique : Herbert Ruff. Décors : Hubert Poirier. Costumes : Fernand Rainville. Maquillages : Claude Pierre-Humbert. Éclairage : Pierre Marcotte. Direction Technique : Georges Laporte.
Réalisation : Maurice Falardeau. Production : Radio-Canada.
Diffusion: le vendredi 15 septembre 1972, à 16:30.
2. « Picotine au pays du miroir ». Fantoche a trouvé un miroir semblable à celui d'Alice aux pays des merveilles. Mais il n'arrive pas à le traverser. Tous le peuvent sauf lui. Alors voilà Picotine prisonnière du pays du miroir, car Fantoche a oublié la formule du retour. Avec : Linda Wilscam : Picotine; Michel Dumont : Fantoche; Guy L'Écuyer : Voix de Poildepluch; Marc Bellier : Le cinq de pique; Normand Lévesque : Humpty Dumpty et France Arbour : Voix de la fleur et du chat de chester. Texte : Linda Wilscam et Michel Dumont. Manipulateurs : Guy Beauregard et Gilbert Dubé. Musique : Herbert Ruff. Décors : Hubert Poirier. Costumes : Fernand Rainville. Maquillages : Claude Pierre-Humbert. Éclairage : Jean-Guy Corbeil. Direction Technique : Georges Laporte. Réalisation : Maurice Falardeau. Production : Radio-Canada. Diffusion: le vendredi 22 septembre 1972, à 16:30.
3. « Picotine, princesse dernière ». Diffusion: le vendredi 29 septembre 1972, à 16:30.
4. « Un papillon pour Naimport Tequoi ». Picotine et Fantoche veulent donner un beau papillon à Naimport Tequoi. Ils lui donneront le papillon, symbole des émissions en couleurs de Radio-Canada. Diffusion: le vendredi 6 octobre 1972, à 16:30.
5. « La Toupie Magique ». La marraine de Picotine lui envoie un cadeau d'anniversaire parce qu'elle a perdu ses lunettes et elle pensait que c'était l'anniversaire de Picotine. Elle lui a envoyé une énorme et bizarre toupie. En la faisant tourner, on découvre des millions de suçons. L'ours Raminat élabore un plan pour voler la toupie la nuit venue. Réussira-t-il son larcin? Avec : Linda Wilscam : Picotine; Michel Dumont : Fantoche; Guy L'Écuyer : Voix de Poildepluch; Lionel Villeneuve : Raminat; Louisette Dussault : Jujube et Alain Lussier : Sanserre velle. Texte : Linda Wilscam et Michel Dumont.
Manipulateur : Guy Beauregard. Musique : Herbert Ruff.
Décors : Hubert Poirier. Costumes : Fernand Rainville.
Maquillages : Claude Pierre-Humbert. Illustrations et Bricolages : Frantz Ewald. Éclairage : André Quévillon.
Direction Technique : Raymond Barrette. Réalisation : Maurice Falardeau. Production : Radio-Canada. Diffusion: le vendredi 13 octobre 1972, à 16:30.
6. « La Boîte à fleurs ». Picotine et Naimport Tequoi veulent vendre des fleurs. Raminat décide d'en faire autant. Diffusion: le vendredi 27 octobre 1972, à 16:30.
7. « L’Aventure du minet ». Picotine fait la rencontre du Chat Touilleux, un vieux félin bien sympathique à qui il arrive un tas d’aventures. Par exemple, la Fête des Souris et la rencontre d'un immense bouledogue. Diffusion: le vendredi 3 novembre 1972, à 16:30.
8. « Abo, la minable sorcière ». Le balai de la gentille sorcière Abo s'est enfuie. Picotine l'aidera à le retrouver. Avec Hélène Loiselle (Abo, la sorcière) et Jean Besré (le balai magique). Diffusion: le vendredi 10 novembre 1972, à 16:30.
9. « Les Chevaux de bois ». En fouillant dans sa boîte à jouets, Picotine retrouve un carrousel qu'elle avait reçu en cadeau. Elle le montre à Naimport Tequoi, et veut jouer avec lui au grand carrousel. Celui qu'elle possède est beaucoup trop petit. Elle décide donc d'aller emprunter les chevaux gardiens du laboratoire de Fantoche, et cela à son insu. Naimport Tequoi n'aime pas du tout cela. Diffusion: le vendredi 17 novembre 1972, à 16:30.
10. « Du miel en suçon ». Poildepluch est inscrit à concours de beauté pour chien. Le grand prix est un suçon de miel. Raminat ira jusqu’à déguisé Jujube en chien afin de remporter le prix. Diffusion: le vendredi 24 novembre 1972, à 16:30.
11. « La Poupée de chiffon ». Diffusion: le vendredi 1er décembre 1972, à 16:30.
12. « Ciné Raminat ». Un cinéaste grec se présente chez Picotine à la recherche d’un ours pour tourner une annonce commerciale. Avec Pierre Boucher. Diffusion: le vendredi 8 décembre 1972, à 16:30.
13. « Le Bout du monde ». Picotine veut aller au bout du monde. Elle demande à Naimport Tequoi de venir avec elle. Nos deux amis se retrouvent dans un endroit bizarre et rencontrent un personnage farfelu. Diffusion: le vendredi 15 décembre 1972, à 16:30.
14. « La Fièvre du printemps ». Picotine repeint sa chaise, c’est le printemps, il fait beau. Raminat à la fièvre du printemps, il prépare des cadeaux pour tout le monde. Diffusion: le vendredi 22 décembre 1972, à 16:30.
15. « L’École en rêve ». Picotine et Naimport Tequoi dessinent sur une toile l’école de leur rêve. Avec Yvon Bouchard, Pierrette Deslierres et Gaétan Gladu. Diffusion: le vendredi 29 décembre 1972, à 16:30.
16 « Le Piège à la lune ».  C’est la nuit.  Naimport Tequoi vient chercher Picotine pour aller dans la forêt où il y a pleine lune.  Les deux amis sont à la recherche du Pierrot de la lune.  Avec Yvon Bouchard, Pierrette Deslierre et Gaétan Gladu.  Diffusion: le vendredi 5 janvier 1973, à 16:30.
17. « Le Pique-nique ».  Picotine et ses amis vont pique-niquer au bord de la rivière.  Pendant ce temps, Raminat et Jujube décident d’aller pêcher au même endroit.  Diffusion: le vendredi 12 janvier 1973, à 16:30.
18. « La Course au trésor ».  Picotine et Naimport Tequoi jouent à la course au trésor.  Fantoche a caché deux enveloppes qui doivent les aider à trouver le magot.  Avec Gaétan Gladu.  Diffusion: le vendredi 19 janvier 1973, à 16:30.
19. « Le Malheur de Boucle d’or ».  Avec Gaétan Gladu.  Diffusion: le vendredi 26 janvier 1973, à 16:30.
20. « Le Joueur de tambour ».  Avec Gaétan Gladu.  Diffusion: le vendredi 2 février 1973, à 16:30.
21. « La Carpette volante ».  Un marchand malhonnête réussi à vendre un faux tapis volant à Picotine.  Le marchand est drôlement surpris de constater que Picotine réussit à voler avec le tapis.  Avec Gaétan Gladu.  Diffusion: le vendredi 9 février 1973, à 16:30.
22. « Le Rendez-vous ».  Avec Gaétan Gladu.  Diffusion: le vendredi 16 février 1973, à 16:30.
23. « Un cadeau pour Fantoche ».  Avec Gaétan Gladu.  Diffusion: le vendredi 23 février 1973, à 16:30.
24. « L’Oiseau de Picotine ».  Picotine est peinée parce que sa petite maison d’oiseau n’est plus habitée.  Fantoche a une idée : il emmène Picotine et Poildepluch au comté des Mille Oiseaux.  Avec Gaétan Gladu.  Diffusion: le vendredi 2 mars 1973, à 16:30.
25. « Le Grenier ».  Picotine et Fantoche vont aider Mme Jean Tilledam à faire le ménage de son grenier.  Ils font la découverte de plusieurs objets rares et antiques.  Avec Huguette Uguay et Guy Beauregard.  Diffusion: le vendredi 23 mars 1973, à 16:30.
26. « Une surprise pour Picotine ».  Picotine s’amuse au bord de la rivière.  Le facteur avertit Fantoche d’aller prendre un colis au bureau de poste.  Fantoche et Naimport Tequoi reviennent au jardin avec le mystérieux colis.  Avec Luc Durand.  Diffusion: le vendredi 6 avril 1973, à 16:30.
27. « L’Arc-en-ciel ». Avec Luc Durand. Diffusion: le vendredi 13 avril 1973, à 16:30.
28. « L’Épouvantail ».  Picotine et Naimport Tequoi confectionnent une poupée-épouvantail.  Diffusion: le vendredi 20 avril 1973, à 16:30.
29. « Le Truc du chapeau ».  Avec Luc Durand.  Diffusion: le vendredi 27 avril 1973, à 16:30.
30. « Rêverie ».  Avec Luc Durand.  Diffusion: le vendredi 4 mai 1973, à 16:30.
31. « Le Tapis magique ».  Avec Luc Durand.  Diffusion: le vendredi 25 mai 1973, à 16:30.
32. « Le Trou de mémoire ».  Diffusion: le mercredi 3 octobre 1973, à 16:30.
33. « Guillaume ».  Diffusion: le mercredi 10 octobre 1973, à 16:30.
34. « La Partie d’échecs ».  Monsieur Raminat a lancé à Fantoche un défi aux échecs.  Tous s’installent dans le jardin de Picotine pour la partie du siècle.  Diffusion: le mercredi 17 octobre 1973, à 16:30.
35. « Tête de bois ».  Naimport Tequoi est très fâché parce que Picotine refuse de jouer avec lui.  Il lance son ballon à toute volée et renverse son soldat Sancervelle.  Avec Alain Fournier et Jean-Louis Paris. Diffusion: le mercredi 24 octobre 1973, à 16:30.
36. « Penaud, maître farceur ».  Penaud le lapin est en conflit avec son maître le magicien Ocusse Pocusse et refuse d’exécuter ses ordres.  Picotine l’invite à venir passer des vacances aux jardins.  Avec Luc Durand.  Diffusion: le mercredi 31 octobre 1973, à 16:30.
37. « La Frousse à Tom Tac ».  Tom Tac, le pique-bois est poursuivi par un collectionneur d’oiseaux.  Picotine lui donne refuge et l’installe dans le trou de l’arbre de l’écureuil.  Note: Il s'agit de l'épisode du DVD Picotine intitulé « L'aventure du pique-bois ».  Avec Julien Bessette, Pierrette Deslières et Marcel Sabourin.  Diffusion: le mercredi 7 novembre 1973, à 16:30.
38. « Un clown, un cirque ».  Un vieux clown s’amène au jardin.  Avec Naimport Tequoi, il joue au cirque devant Picotine, Fantoche, Mme Jean Tilledam et Poildepluch.  Avec Jean-Louis Millette.  Diffusion: le mercredi 14 novembre 1973, à 16:30.
39. « Le Voyage de Picotine ».  Au grand désarroi de Fantoche, Mme Jean Tilledam et Poildepluch, Picotine part en voyage…  Avec Gaétan Gladu.  Diffusion: le mercredi 2 janvier 1974, à 16:30.
40. « Raminat-mine ». Picotine, Fantoche et Jujube sont désespérés. Raminat est devenu triste, ayant perdu le goût de vivre. Ensemble, ils essaient de le ramener à son naturel. Diffusion: le mercredi 30 janvier 1974, à 16:30.
41. « Lunettes et citronnettes ».  Marraine est chez Picotine et trouve Poildepluch bien paresseux et essaie de convaincre Picotine qu’il faudrait lui faire faire des exercices.  Diffusion: le mercredi 6 février 1974, à 16:30.
42. « Les Vacances de M. Penaud ». M. Penaud, le lapin du magicien Ocusse Pocusse, est en vacances chez Picotine. On est aux petits soins avec ce paresseux que Poildepluch envie. Avec André Montmorency et Gaétan Gladu. Diffusion: le mercredi 13 février 1974, à 16:30.
43. « La Boule de cristal ».  Fantoche s’émerveille de ce qu’il voit dans son télescope.  Farfelu lui présente une boule de cristal dans laquelle il pourra voir ce qu’il veut; ils se transportent au jardin de Picotine.  Avec André Montmorency, Gaétan Gladu,  Aubert Pallascio et Lorraine Pintal.  Diffusion: le mercredi 6 mars 1974, à 16:30.
44. « Ça prend un voleur ».  On veut détruire l’arbre de Picotine.  Deux fonctionnaires du Comité pour le renouvellement de la nature viennent porter à Picotine la lettre officielle la sommant de déménager.  Avec Gaétan Labrèche, Roger Michaël Aubert Pallascio et Lorraine Pintal et Herbert Ruff.  Diffusion: le mercredi 13 mars 1974, à 16:30.
45. « Une bouteille à la mer ».  Diffusion: le mercredi 20 mars 1974, à 16:30.
46. « Ah! Simon, Simon… ».  Avec Aubert Pallascio et Lorraine Pintal.  Diffusion: le mercredi 27 mars 1974, à 16:30.
47. « Show lapin ».  Diffusion: le mercredi 3 avril 1974, à 16:30.
48. « La Flûte à rêver ».  Diffusion: le mercredi 17 avril 1974, à 16:30.
49. « Le Thé de Sa Majesté ».  Diffusion: le mercredi 24 avril 1974, à 16:30.
50. « Poildepluch fait la grève ».  Se sentant négligé par Picotine et Fantoche, Poildepluch décide de faire la grève de la faim.  Diffusion: le mercredi 1er mai 1974, à 16:30.
51. « Marraine et turlutaine ».  Diffusion: le mercredi 2 octobre 1974, à 16:30.
52. « La Limonade miracle ».  Picotine boit une préparation de Fantoche ce qui lui amène toutes sortes de réactions.  Diffusion: le mercredi 9 octobre 1974, à 16:30.
53. « Coq-en-pâte ».  Diffusion: le mercredi 15 octobre 1974, à 16:30.
54. « Fugue en l’ours meneur ».  Diffusion: le mercredi 23 octobre 1974, à 16:30.
55. « C’était le bon temps ».  Diffusion: le mercredi 30 octobre 1974, à 16:30.
56. « Du mystère dans l’air ».  Diffusion: le mercredi 6 novembre 1974, à 16:30.
57. « Au chant du roitelet ».  Un jour, un joueur de flûte accompagné de son oiseau en cage arrive au jardin de Picotine.  Il y laisse son oiseau pour aller lui chercher un peu d’eau.  Picotine l’aperçoit et le libère.  Avec Hubert Gagnon.  Diffusion: le mercredi 13 novembre 1974, à 16:30.
58. « La Pilule magique ».  Diffusion: le mercredi 20 novembre 1974, à 16:30.
59. « Brouillamini ».  Diffusion: le mercredi 27 novembre 1974, à 16:30.
60. « Pauvre Jujube ».  Diffusion: le mercredi 4 décembre 1974, à 16:30.
61. « Le Clown volant ».  Diffusion: le mercredi 11 décembre 1974, à 16:30.
62. « L’Enfant prodige ».  Voulant imiter Mozart, Picotine se met à jouer du piano.  Diffusion: le mercredi 18 décembre 1974, à 16:30.
63. « L’Homme aux ballons ». Diffusion : le mercredi 25 décembre 1974, à 16:30.
64. « M. Fantoche n'a rien à réparer ». Diffusion : le mercredi 8 janvier 1975, à 16:30.
65. « Les Lutins de la nuit ».  Diffusion : le mercredi 15 janvier 1975, à 16:30.
66. « Farfelu, où es-tu ? ». Diffusion : le mercredi 22 janvier 1975, à 16:30.
67. « Un petit changement d’air ». Fantoche part en vacances. Picotine sent aussi le besoin d’un petit changement d’air. Avec Jacques Lavallée. Diffusion : le mercredi 29 janvier 1975, à 16:30.
68. « Pierrot et Colombine ». Pierrot et Colombine se réfugient chez Picotine et racontent à leurs amis leur triste histoire d’amour. Avec Yvan Canuel, Daniel Gadouas et Claudie Verdant.  Diffusion: le mercredi 5 février 1975, à 16:30.
69. « Par ici la monnaie ».  Raminat invite ses amis à un grand spectacle de magie au Carrefour du petit puits. Diffusion : le mercredi 12 février 1975, à 16:30.
70. « La Fête dans les nuages ».  Des nuages dans le comté des Mille Cœurs causent des frictions parmi les personnages. Diffusion : le mercredi 19 février 1975, à 16:30.
71. « L’Élixir ». Farfelu a perdu ses pouvoirs qu’il retrouvera s’il boit l’élixir que lui enverra le Roi des Lutins. Mais comment trouver cet élixir ? Diffusion : le mercredi 26 février 1975, à 16:30.
72. « Le Rêve de Mandarine ». Grâce à Mandarine, Picotine vivra une nuit merveilleuse. Diffusion : le mercredi 5 mars 1975, à 16:30.
73. « Sacré Fantoche ». Fantoche est introuvable. Picotine et Naimport Tequoi ont brisé quelques jouets. Avec Jujube, ils essaient de les retrouver. M. Simon leur rapporte une lettre qui les guidera dans leur mission. Diffusion: le mercredi 12 mars 1975, à 16:30.

Source : Ici Radio-Canada – Horaire des chaînes françaises de télévision de Radio-Canada, publication hebdomadaire, 1972-1985. Les articles et renseignements publiés dans Ici Radio-Canada télévision peuvent être reproduits librement.
Les titres « Brouiliamini », « Pauvre Jujube », « Le Clown volant », « L’Enfant prodige » et « L’Homme aux ballons » diffusés entre le 27 novembre et le 25 décembre 1974 ont été obtenus à partir du TV Hebdo, édition de la région de Montréal. Les télé-horaires Ici Radio-Canada correspondants étaient absents de la collection de la Bibliothèque nationale du Québec.

## Discographie et Vidéographie
Disque vinyle 33 1/3 tours 
Picotine, Picotine : Linda Wilscam et Fantoche : Michel Dumont, musique : Herbert Ruff, Fantel, FA 39401.

 VHS 
SRC : Les meilleurs épisodes de Picotine, SRC Vidéo, Imavision 21
- Volume 1 : 1. Picotine et le prince des vents ; 2. Picotine au pays du miroir ; 3. La toupie Magique

- Volume 2 : 1. Les chevaux de bois ; 2. Ciné Raminat ; 3. La poupée de chiffon

- Volume 3 : 1. La partie d'échecs ; 2. Un clown, un cirque ; 3. C'était le bon temps

DVD
Picotine, Volume 1, Alliance et Radio-Canada, 2008
- Disque 1

1. Un papillon pour Naimport Tequoi; 2. L’aventure du pique-bois; 3. L’enfant prodige; 4. Ciné Raminat; 5. La fièvre du printemps; 6. Picotine et le prince des vents; 7. La carpette volante
- Disque 2

1. La boîte à fleurs; 2. Abo, la minable sorcière; 3. Poildepluch fait la grève; 4. Du miel en suçon; 5. La partie d’échecs; 6. Têtes de bois; 7. La limonade miracle
En supplément : entrevue avec Linda Wilscam, auteure et interprète de Picotine.

La Boîte à souvenirs: Volume 1, Classique jeunesse de Radio-Canada, 2008
Disque 1
La boîte à Surprise:
- Fanfreluche: Des souliers neufs pour Fanfreluche suivi de Père Noé

- Sol et Biscuit: Les nouvelles suivi de Michel le magicien

- Grujot et Délicat: Le silence et le bruit suivi de Histoire du petit tambour

- Le pirate Maboule: Vite les suçons suivi de Mademoiselle

Marie Quat'Poches: La dinde farcie
Picolo: Le vin de cerises
Disque 2
Les carnets du Major Plum-Pouding: Les talents de l'étalon et La formule secrète
Picotine: Un papillon pour Naimport Tequoi
La Ribouldingue: L'hypnotisme
Bobino: Le gâteau de Bobinette, La journée internationale de la musique, La machine volante et Les affiches de sport
Suppléments :
Capsules nostalgie : Paul Buissonneau, Edgar Fruitier, Benoît Girard, Kim Yaroshevskaya, Élizabeth Chouvalidzé, André Montmorency et Linda Wilscam